# Peterson-algoritmus
Peterson-algoritmus egy konkurens programozási algoritmus, mely lehetővé teszi közös memóriaterületet használó programok futását konfliktusok nélkül, a kölcsönös kizárás módszerével.
Gary L. Peterson (amerikai matematikus) formulázta meg először ezt a módszert 1981-ben, mely segítségével két processz konfliktusmentesen tud futni egy gépen.
A módszer kiterjeszthető több processzre is.

## Az algoritmus
Az algoritmus két változót használ: a ‘flag’ és a ‘turn’ nevű változókat.
A ‘flag’ változó igaz értéke jelzi, hogy egy processz be akar lépni a kritikus területre.
A ‘turn’ változó a sorra kerülő processz azonosítóját tartalmazza.
P0 processz számára engedélyezett a belépés a kritikus területre, ha P1 processz nem akar belépni, vagy ha P1 prioritást ad P0-nak azzal, hogy a ‘turn’ változót 0-ra állítja.
| //flag[] boolean tömb; turn egész flag[0] = false; flag[1] = false; turn;                                                                                   | |
| P0: flag[0] = true; turn = 1; while (flag[1] == true && turn == 1) { // aktív várakozás } // kritikus szakasz ... // kritikus szakasz vége flag[0] = false; | P1: flag[1] = true; turn = 0; while (flag[0] == true && turn == 0) { // aktív várakozás } // kritikus szakasz ... // kritikus szakasz vége flag[1] = false; |

Az algoritmus kielégíti a három lényeges kritériumot, mely megoldja a kritikus terület használatának a problémáját.
Ez a három kritérium: kölcsönös kizárás, progressz, korlátos várakozás.

### Kölcsönös kizárás
P0 és P1 sohasem lehet egyidőben a kritikus memóriaterületen.
Ha P0 a kritikus területen van, akkor a ‘flag(1)’ hamis (ami azt jelzi, hogy P1 elhagyta a kritikus területet), vagy ‘turn’ 0 (ami azt jelenti, hogy P1 most éppen megpróbál belépni a területre, de ‘nagyvonalúan’ várakozik).
Mindkét esetben, P1 nem lehet a kritikus területen, ha P0 ott van.

### Progressz
A progressz a követkőképpen definiálható:
Ha nincs processz a kritikus területén, és néhány processz szeretne belépni, akkor csak az a processz vehet részt a döntésben a következő belépőről, amely nem hajt végre maradék részen programot. Ez a kiválasztás nem halogatható végtelenségig.
Egy processz nem léphet be újra azonnal a kritikus területére, ha más processz ‘flag’ változója jelzi, hogy be kíván lépni a területre.

### Korlátos várakozás
Ez azt jelenti, hogy létezik egy limit, mely korlátozza az időt, miután egy processz jelezte, hogy be szeretne lépni.
Peterson-algoritmusában nem vár egy kérésnél többet: miután a processz megkapta a prioritást, el kell végeznie a feladatot, majd 0-ra állítja a “flag”-jét, jelezve ezzel, hogy beléphet más processz a kritikus területre.

## Megjegyzés
Nincs mindenhol szükség a Peterson-algoritmus alkalmazására. Néhány processzornak vannak speciális utasításai, mint például: test-and-set vagy compare-and-swap, melyek blokkolják a memóriasínt és gondoskodnak a kölcsönös kizárásról az SMP (szimmetrikus többprocesszoros) rendszereknél.
A korszerű CPU-knál a memóriahozzáférést hatékony memória-hozzárendelő utasításokkal kezelik.
Konkurens programokat kezelő CPU-kban garantált „atomi működés” biztosítja, hogy egy processz a többi résztvevőnek úgy tűnjék, hogy azonnal végrehajtódik és nem megszakítható.
Ilyenek a x86 processzoroknál az XCHG, és az egyéb architektúrák egyes utasításai (pl. a load-link/store-conditional (Alpha), MIPS, PowerPC). Ezen utasítások célja a hatékony szinkronizálás.